# Parvathy Thiruvothu
Parvathy Thiruvothu Kottuvatt, née le 7 avril 1988 à  Calcutta, est une actrice du cinéma indien. Elle apparaît principalement dans des films en malayalam, ainsi que dans quelques films en tamoul et en kannada. Elle fait ses débuts dans le film malayalam Out of Syllabus (en), en 2006.
Elle est connue pour ses performances dans des films tels que Notebook (en) (2006), Milana (en) (2007), Poo (en) (2008), City of God (en) (2011), Maryan (en) (2013), Bangalore Days (en) (2014), Uttama Villain (en) (2015), Ennu Ninte Moideen (en) (2015), Koode (en) (2018) et Virus (en) (2019). Parvathy fait ses débuts à Bollywood avec Qarib Qarib Singlle (en), en 2017.
Elle a remporté plusieurs prix et récompenses pour ses œuvres. Elle a remporté deux fois le Kerala State Film Award de la meilleure actrice pour ses performances. Une première fois pour Charlie (en) et Ennu Ninte Moideen (en), en 2016, et une seconde fois pour l'une de ses performances les plus marquantes dans le film Take Off (en), en 2018. 

## Filmographie
- 2021 : Navarasa : neuf émotions  de Mani Ratnam : Waheeda